# 1742
1742 (MDCCXLII) je bilo navadno leto, ki se je po gregorijanskem koledarju začelo na ponedeljek, po 11 dni počasnejšem julijanskem koledarju pa na petek.

## Dogodki
- 1. januar

## Rojstva
- 16. december - Gebhard Leberecht von Blücher, pruski generalfeldmaršal († 1819)

Neznan datum
- Mihael Bakoš, madžarsko-slovenski pisatelj, prevajalec, učitelj, zalaski-šomodski dekan († 1803)

## Smrti
- 15. februar - Štefan Zagrebec, hrvaški književnik in pridigar (* 1669)
- 26. maj - Pilip Orlik, hetman ukrajinskih kozakov (* 1672)
- 14. julij - Richard Bentley, angleški anglikanski teolog, klasični učenjak, filolog, filozof in kritik (* 1662)
- 25. januar - Edmond Halley, angleški astronom, geofizik, matematik, fizik (14. januar - stari koledar) (* 1656)